# راج ردی
راج ردی (انگلیسی: Raj Reddy؛ زادهٔ ۱۳ ژوئن ۱۹۳۷) یک دانشمند در زمینه هوش مصنوعی، مهندسی رباتیک، و تعامل انسان و رایانه اهل ایالات متحده آمریکا است. او یکی از پیشگامان اولیه هوش مصنوعی است و بیش از ۵۰ سال در دانشگاه استنفورد و دانشگاه کارنگی ملون خدمت کرده است. او مدیر مؤسسه رباتیک در دانشگاه کارنگی ملون بود. او در کمک به ایجاد دانشگاه فن‌آوری‌های دانش راجیو گاندی در هند، برای رفع نیازهای آموزشی جوانان روستایی کم‌درآمد، مستعد، نقش داشت. او رئیس موسسه بین‌المللی فناوری اطلاعات حیدرآباد است.
او اولین فردی با اصالت آسیایی است که جایزه تورینگ را در سال ۱۹۹۴ به دلیل فعالیت در زمینه هوش مصنوعی دریافت کرد.
وی همچنین برنده جایزه لژیون دونور شده‌است.